# St-Michel-Archange (Menton)

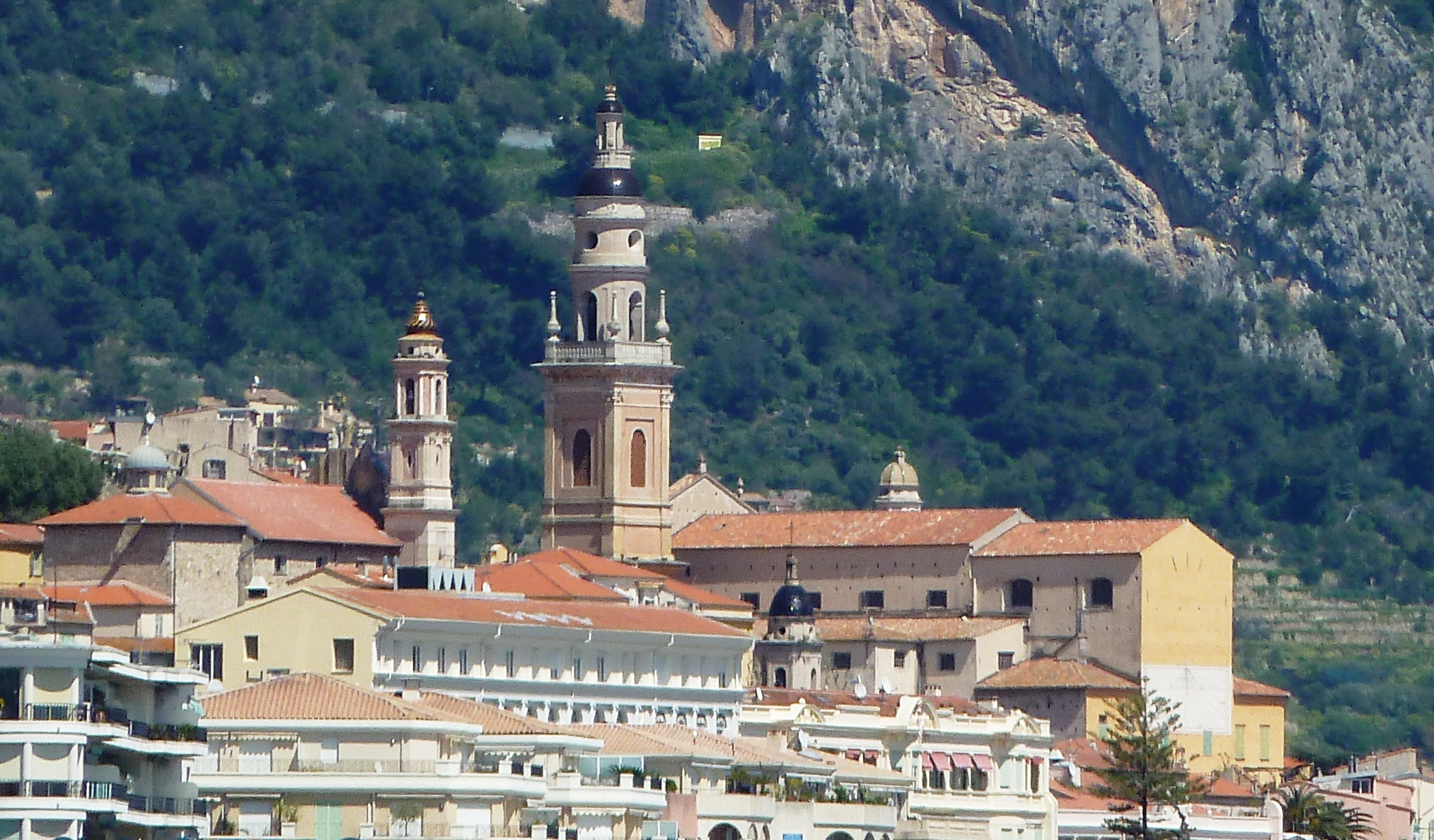
Basilika St-Michel-Archange

Die Basilika St-Michel-Archange ist eine römisch-katholische Kirche im historischen Zentrum von Menton an der Côte d’Azur, gelegen in der französischen Region Provence-Alpes-Côte d’Azur. Die dem Erzengel Michael gewidmete Pfarrkirche des Bistums Nizza hat den Rang einer Basilica minor. Die im 17. Jahrhundert errichtete Kirche ist ein hervorragendes Beispiel für die barocke Architektur der Stadt und ist vom Meer aus über eine Treppe zu erreichen, die auf einen eleganten Platz mit Blick auf die darunter liegende Landschaft und Risseu-Verzierungen im Pflaster führt. Mit ihrem 53 Meter hohen Glockenturm ist sie für diejenigen, die vom Meer aus kommen, ein zentraler Punkt im Stadtbild. Seit 1947 steht die Basilika mit dem Friedhof unter Denkmalschutz.

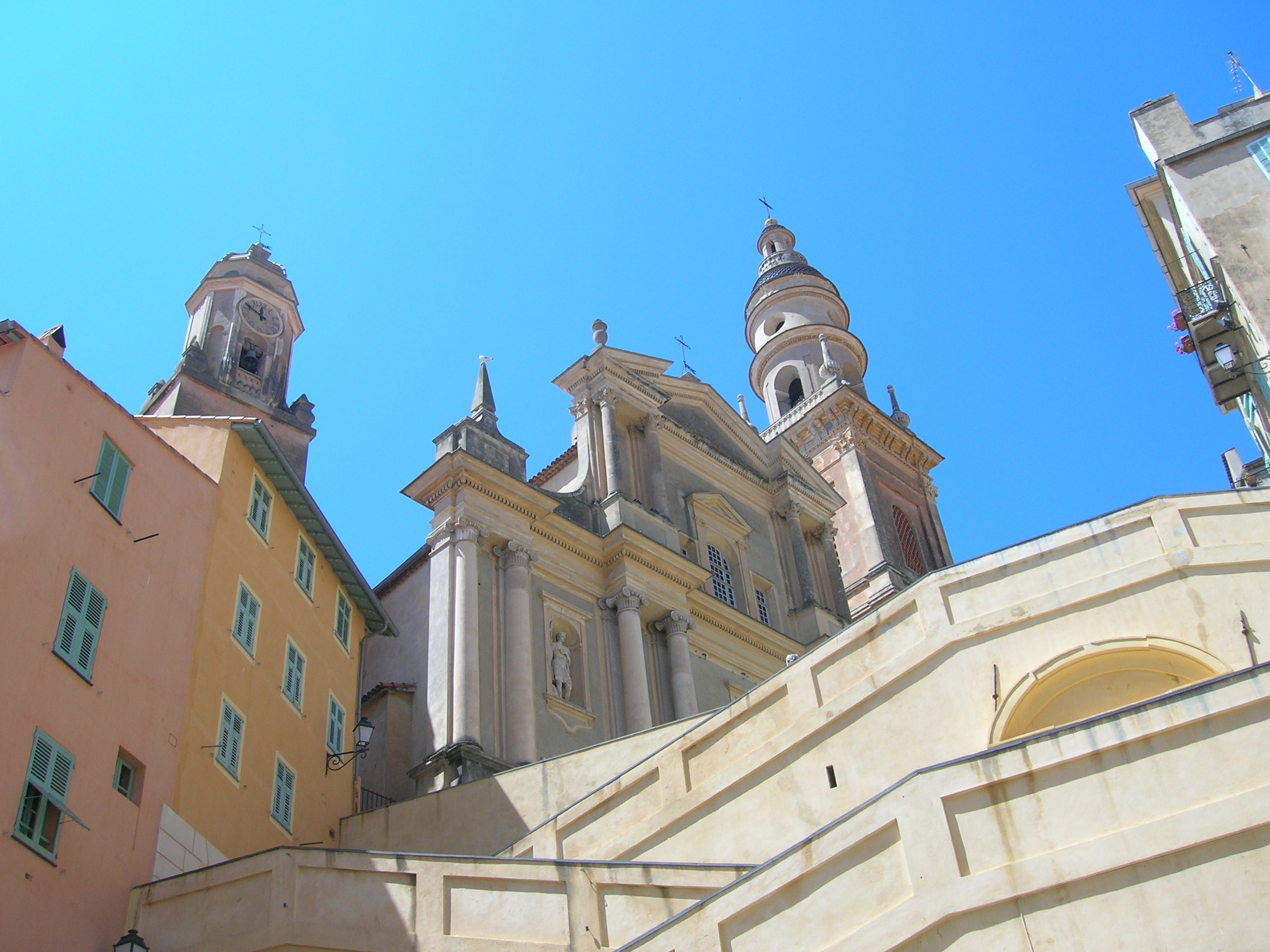
Treppen zur Basilika

## Geschichte
Für die vom genuesischen Architekten Lorenzo Lavagna entworfene Kirche wurde am 27. Mai 1619 mit der Grundsteinlegung in Anwesenheit von Honoré II., Fürst von Monaco, und  Nicola Spinola, Bischof von Ventimiglia, gelegt. Sie wurde nach dem Baubeginn 1639 um 1653 fertiggestellt und am 8. Mai 1675 von Bischof Mauro Promontorio geweiht. Der Glockenturm wurde 1701 von Emmanuel Cantone entworfen, während die Fassade im Geiste des Barocks des 17. Jahrhunderts aus dem Jahr 1819 stammt. Im Jahr 1999 wurde sie von Papst Johannes Paul II. zu einer Basilika minor erhoben und im Januar 2000 feierlich geweiht. 2019 wurde die Kirche renoviert.

## Beschreibung

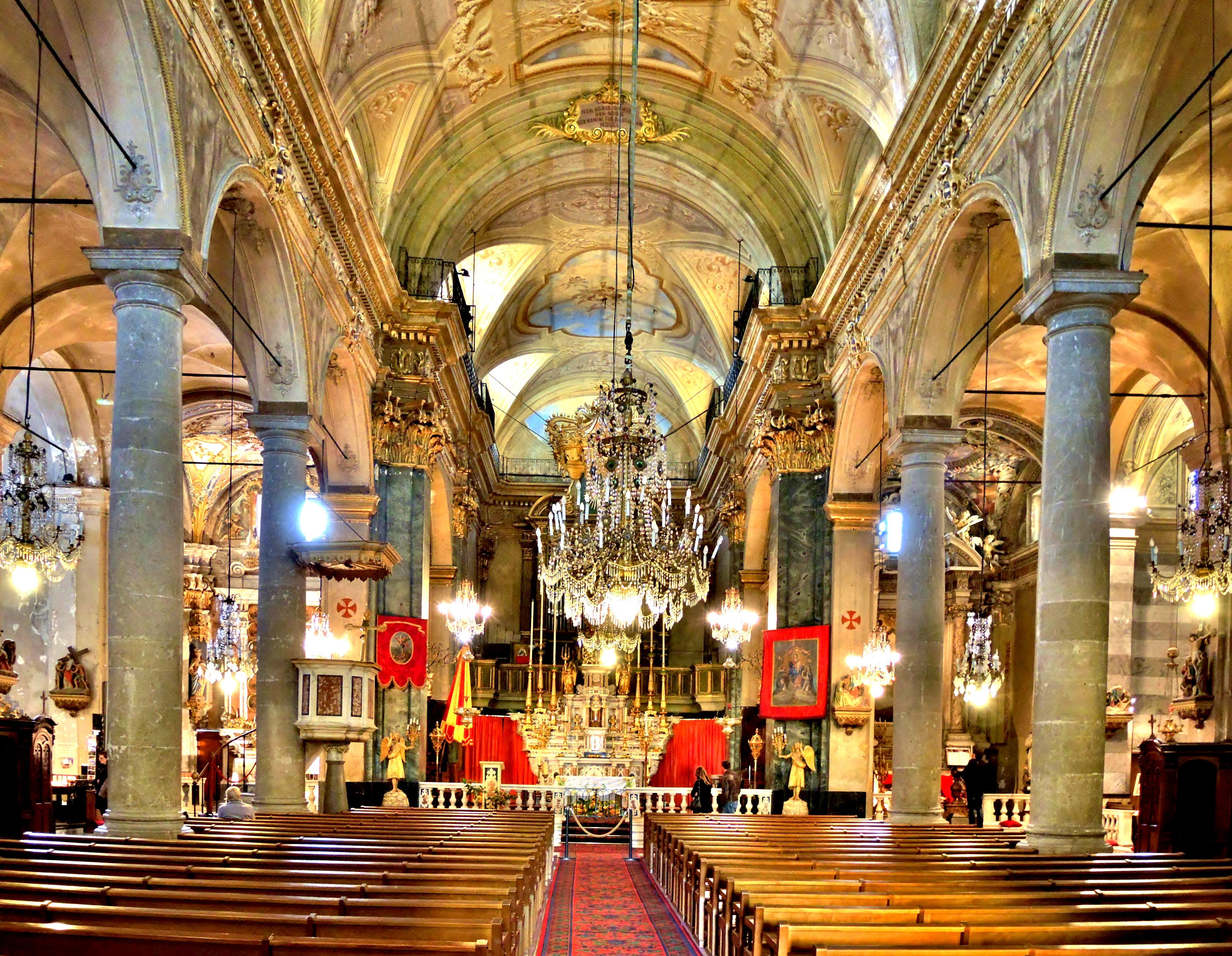
Innenraum der Kirche

Die markante Fassade ist mit einem zentralen venezianischen Fenster und einem gebrochenen Tympanon gestaltet, das durch Voluten mit den Seitenpfeilern verbunden ist. Geschmückt mit Statuen, Zwillingssäulen (ionisch in der ersten, korinthisch in der zweiten Ordnung) und kleinen Obelisken an den Seiten, befindet sich rechts davon der Glockenturm. Dieser wird von einer Kuppel überragt und ist mit Pilastern und Gesimsen verziert. Auf der linken Seite erhebt sich ein mit 35 m niedrigerer Glockenturm, dessen Basis aus dem 15. Jahrhundert noch von einer Vorgängerkirche stammt.
Der Innenraum der Basilika ist in drei Schiffe mit vier Jochen gegliedert und bildet ein lateinisches Kreuz. Das 10 m breite Mittelschiff mit Tonnengewölbe und Lünettenfenstern wird durch einen Triumphbogen vom 8 m breiten Chor getrennt, der mit Stuck und Marmorpilastern verziert ist. Der mehrfarbige Marmoraltar wird von einer bemalten und vergoldetem Holzstatue aus dem Jahr 1820 überragt, die den Heiligen Michael darstellt, der den Dämon tötet. Hinter dem Altar am Ende der Apsis hängt eine Empore, die ein Orgelgehäuse im italienischen Stil trägt. Das Chorgestühl stammt aus dem 18. Jahrhundert, darüber hängen beidseitig je drei große Gemälde, eines noch aus der Vorgängerkirche. Von den 10 m hohen Seitenschiffen mit Kuppelgewölben gehen die Seitenkapellen aus und sind mit Altarbildern geschmückt, von denen eines der Schutzheiligen von Monaco, der hl. Devota, gewidmet ist. In der Kapelle von Santa Croce ist ein Christus am Kreuz von Orazio De Ferrari zu sehen. Ebenfalls von ihm stammt die Anbetung der Hirten in der Kapelle des hl. Josef.